# L’Étang-Bertrand
L’Étang-Bertrand – miejscowość i gmina we Francji, w regionie Normandia, w departamencie Manche.
Według danych na rok 1990 gminę zamieszkiwały 264 osoby, a gęstość zaludnienia wynosiła 30 osób/km² (wśród 1815 gmin Dolnej Normandii L’Étang-Bertrand plasuje się na 627. miejscu pod względem liczby ludności, natomiast pod względem powierzchni na miejscu 586.).